# NGC 348
NGC 348 là một thiên hà xoắn ốc trong chòm sao Phượng Hoàng. Nó được phát hiện vào ngày 3 tháng 10 năm 1834 bởi John Herschel. Nó được Dreyer mô tả là "cực kỳ mờ nhạt, nhỏ bé, tròn trịa".